# Nayah (cantora)
Nayah, (nome verdadeiro: Sylvie Mestre, é uma cantora francesa.

## Carreira
Nayah começou a sua carreira musical após seis anos de estudos na Academia de Música e Drama de Perpignan. Ela foi escolhida para representar a França no Festival Eurovisão da Canção 1999, que teve lugar em Jerusalém, Israel, onde interpretou o tema "Je veux donner ma voix ("Eu quero dar a minha voz"), terminando em 19.º lugar, entre 23 participantes.
Antes de participar no festival, a atenção da imprensa centrou-se no seu envolvimento no Raelianismo. Em 1988, lançou um CD intitulado "Elohim" que tinha temas relacionados com o Raelianismo. Apesar de a cantora ter confirmado que havia abandonado aquele movimento em 1996, temia-se que uma eventual vitoria da cantora fosse uma plataforma para dar uma maior visibilidade àquele movimento, mas a canção como vimos ficou mal classificada. 
A cantora voltou novamente ao referido movimento e o movimento indica este facto como umas das causa para o ostracismo a que este movimento foi votado. Nayah  Lançou um livro eletrónico chamado  "Fiers d'être Raëlien" em 2005.. Nayah defende essa obra  que foi erro dela  ter dito que tinha abandonado o movimento, quando ela era membro ativo.

## Discografia
- 1988:  Elohim
- 1999: MINOR ROAD 2 titles. I want to give my voice took 19th place in the Eurovision contest)